# 中小企業退職金共済
中小企業退職金共済（ちゅうしょうきぎょうたいしょくきんきょうさい、英: Smaller Enterprise Retirement Allowance Mutual Aid System）とは、独立行政法人勤労者退職金共済機構（以下、機構）の、中小企業退職金共済事業本部が運営する、社外積立型の公的退職金制度。略称「中退共」（ちゅうたいきょう）。
中小企業以下の企業を対象に、従業員に対する退職金制度を実現するためのものである。加入者は企業で、メリットとしては退職金積立金管理の簡略化、積み立て掛け金の税制上の優遇措置（全額非課税）などがある。原資は全額が事業主負担である。
企業（使用人兼務役員、使用者）が加入者となる制度であるが、国民年金基金などのような宣伝広告がほとんど行われておらず、知名度が低いため、加入条件を満たす中小企業でも中退共制度に加入していない、退職金のない企業が多い（ハローワークの求人票には退職金制度とともに中退共の加入の有無が記載されている）。

## 制度の目的
独自の力で退職金制度を設けることが困難な中小企業のために、事業主の相互共済と国の援助によって退職金制度を確立し、中小企業の従業員の福祉の増進を図るとともに、中小企業の振興に寄与することを目的とする（中小企業退職金共済法〈昭和34年法律第160号〉（以下「法」という。）第1条）。

## 特定の業種を対象とした制度
一般の中小企業退職金共済以外にも、特定の業種を対象とした次の制度がある。厚生労働省の説明ページには「中退共制度のように一社を退職するときに支払われるのではなく、その業界で働くことをやめたときに退職金が支払われる『業界の退職金制度』です」の説明がある。総称は「特定業種退職金共済」、略して「特退共（とくたいきょう）」。
建設業退職金共済制度（建退共）
建設業であれば企業規模を問わず、ゼネコンから一人親方まで加入できる。労働者が他の3制度に加入していた場合、自己都合ではない退職であれば、他の制度から掛け金を引き継いで通算できる。
清酒製造業退職金共済制度（清退共）
清酒製造業（造り酒屋、対象は清酒・単式蒸留しょうちゅう・泡盛・みりん2種）に多い常用雇用者以外の従業員を対象（期間が継続しているという解釈で、通年雇用者も加入可能）。（使用者として）中退共との重複加入も可能。
林業退職金共済制度（林退共）
林業を対象

## 制度のしくみ
事業主（共済契約者）が機構と従業員（被共済者）一人ごとに退職金共済契約を締結し、被共済者ごとに一定額（月額 5,000円～30,000まで16種類の中から選択。ただし、短時間労働者については、特例掛金として2,000円、3,000円、4,000円の掛金からも選択できる。）の掛金を金融機関を通じて機構に納付する。掛金は機構によって管理運用され、退職金支給の原資に充てられる。なお、掛金は全額非課税で、全額事業主からの拠出となる。
退職金の額は、掛金月額と掛金納付月数に応じて、一定の運用利回りを前提にして固定的に定められた基本退職金と実際の運用が、この運用利回りを上回った場合に付加される付加退職金の両者を合算した額となる。また、退職金は一時払いによるほか、全額又は一部を分割して受け取ることができる。

### 加入できる事業主（法第2条）
- 一般業種 - 従業員数（常時雇用）300人以下の事業主又は資本金等3億円以下の法人である事業主
- 卸売業 - 従業員数（常時雇用）100人以下の事業主又は資本金等1億円以下の法人である事業主
- サービス業 - 従業員数（常時雇用）100人以下の事業主又は資本金等5千万円以下の法人である事業主
- 小売業 - 従業員数（常時雇用）50人以下の事業主又は資本金等5千万円以下の法人である事業主

### 加入させる従業員（法第3条）
従業員は原則として全員加入。ただし、次のような者は加入させなくてもよい。
- 期間を定めて雇用される者
- 季節的業務に雇用される者
- 試み雇用期間中の者
- 休職期間中の者やその他これに準ずる者
- 定年などで短期間内に退職することが明らかな者
- 被共済者となることに反対する意思を表明した者
- 社会福祉施設職員等退職手当共済法（昭和36年法律第155号）第2条第11項に規定する被共済職員

なお経営者については、使用人兼務役員の条件を満たすものは加入可能。すなわち代表取締役、代表執行役などは加入できない。

### 掛金月額（法第4条）
5,000円 6,000円 7,000円 8,000円 9,000円 10,000円 12,000円 14,000円 16,000円、18,000円 20,000円 22,000円 24,000円 26,000円 28,000円 30,000円までの16種類。ただし、短時間労働者に限り、特例掛金として 2,000円 3,000円 4,000円からも選択可能。

### 掛金月額の変更（法第9条）
掛金月額は、随時変更することができる。ただし、過去にさかのぼって変更することはできない。

### 退職金（法第10条）
掛金納付年数別の退職金額
1. 1年未満の場合は、不支給
2. 1年以上2年未満の場合は、掛金納付総額を下回る額
3. 2年以上3年6か月以下の場合は、掛金納付総額の相当額
4. 3年6か月を越える場合は、掛金納付総額を上回る額

退職金は全額一時払いのほか、一定条件が整えば本人の希望により全額又は一部を分割払いにすることができる（支給期間は、5年又は10年間）（法第10条の3）。

### 掛金納付月数の通算（法第18条）
1. 掛金納付月数が12月以上ある者が、退職後2年以内に退職金を請求しないで再び被共済者となり、かつその者の申出があった場合は、退職理由にかかわらず、退職前の掛金納付月数を通算することができる。
2. 掛金納付月数が12月未満の者でも退職の理由がその従業員の都合（やむを得ない事情に基づくものを除く。）や、その責めに帰すべき事由でないと厚生労働大臣が認めた場合は、申出ができる。

### 過去勤務期間の通算（法第27条）
過去勤務期間の通算の申出
本制度に加入する際、その企業に1年以上継続して勤務している従業員については、事業主の申出により加入前の勤務期間を10年を限度として制度加入後の期間に通算することができる。
過去勤務通算月額
5,000円 6,000円 7,000円 8,000円 9,000円 10,000円 12,000円 14,000円 16,000円、18,000円 20,000円 22,000円 24,000円 26,000円 28,000円 30,000円までの16種類。ただし、短時間労働者に限り、特例掛金として 2,000円 3,000円 4,000円からも選択可能。

### 中小企業に該当しなくなった場合の他制度への引継ぎ（法17条第1項）
企業が発展して、中小企業でなくなった場合、申出により所定の要件を満たす確定給付企業年金、企業型確定拠出年金又は特定退職金共済に引き継ぐことができる。

### 特定退職金制度との相互通算（法第30条・第31条）
本制度と特定退職金共済制度との間において、退職金相当額の引受け、又は引渡しをすることができる。

### 掛金助成（法第23条）
新たに本制度に加入する事業主及び掛金月額を増額する事業主について、掛金の負担軽減措置がある。

### 掛金は全額非課税（法人税法施行令第135条、得税法施行令第64条）
掛金は全額損金又は必要経費に算入できる。（法人税法施行令第135条、所得税法施行令第64条）

## 契約締結から退職金の受領まで
1. 事業主が雇用する従業員を対象に、機構・中退共本部と「退職金共済契約」を締結
  1. 「新規加入申込書」 - 金融機関または委託事業主団体へ提出（※提出日が契約締結日となる）
  2. 「退職金共済手帳」 - 機構・中退共本部から事業主へ（従業員ごと全員分）
2. 掛金の納付
  1. 事業主指定口座から口座振替により納付 - 「申込日に属する月分」から「退職日に属する月分」の掛金を納付
  2. 納付状況のお知らせ - 加入従業員ごとの「納付状況」「退職金試算額」が機構・中退共本部より年1回送付される
3. 退職金の請求（受領）
  1. 事業主より機構・中退共本部へ「退職届（退職金共済手帳内）」を提出 - 退職した従業員の掛金振替の中止
  2. 事業主より退職した従業員へ「退職金共済手帳（請求書含む）」を交付
  3. 退職した従業員より機構・中退共本部へ「請求書」を提出
  4. 機構・中退共本部より事業主および退職した従業員へ「退職金額」等のお知らせ
  5. 機構・中退共本部より退職した従業員の預金口座へ退職金の振込